# 국민대회

국민대회 휘장

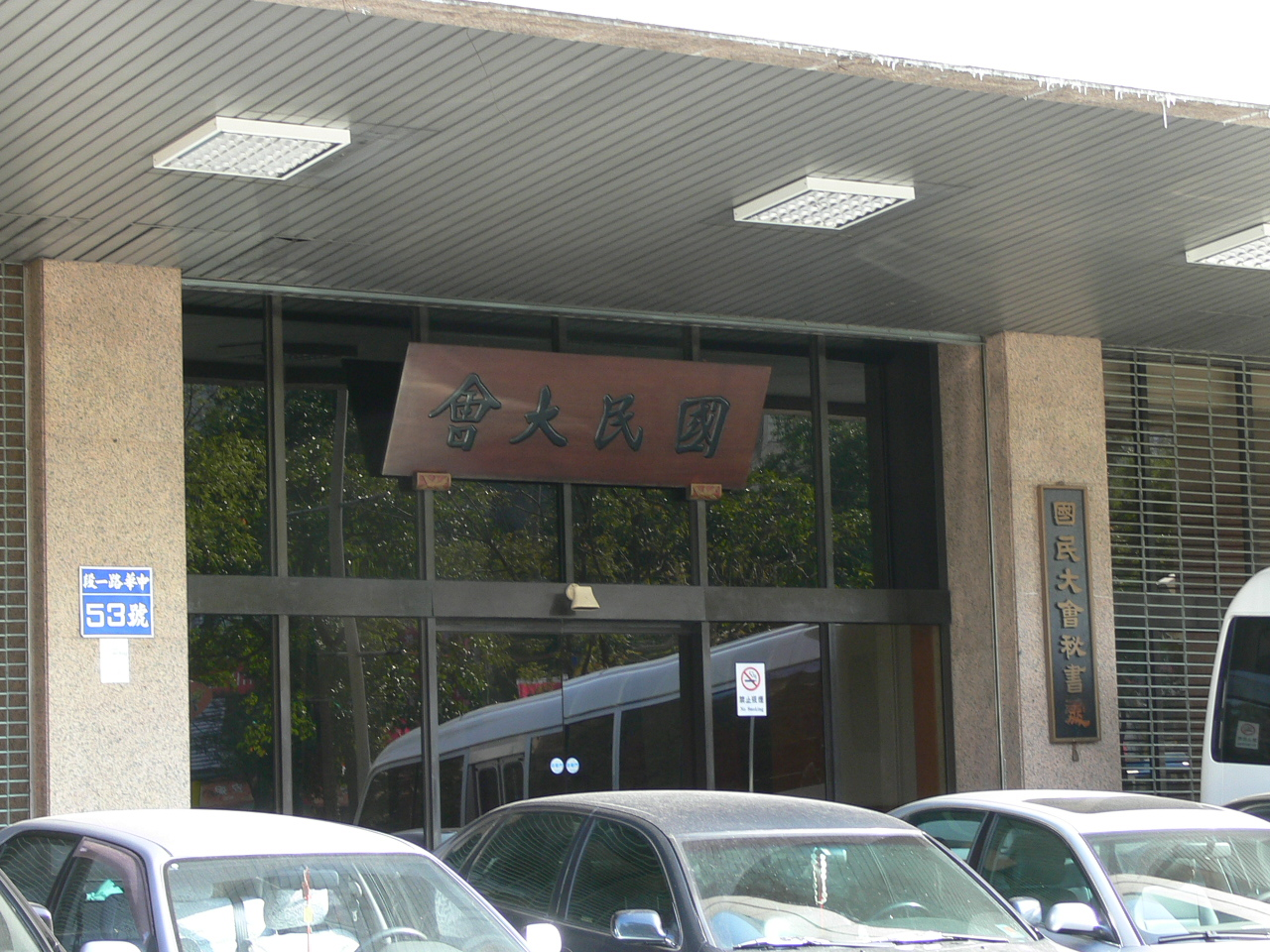
국민대회 비서처

국민대회(國民大會)는 중화민국의 정부 기구 중 하나이다. 1947년 제정된 중화민국 헌법의 규정에 따라 설립되었다. 국민들의 선거에 의해 뽑힌 국민대회 대표들로 구성되어 있다. 설립 당시에는 헌법상 5원(입법원, 행정원, 사법원, 감찰원, 고시원)의 위에 놓여 있는 최상급 중앙정부기구였다. 2005년 6월 7일 입법원의 헌법 수정안 결의에 의해 국민대회는 헌법상 명목상으로 존재하되 양안통일 전까지 소집될 이유를 없애 소집되지 않도록 해 중앙정부기구에서 사실상 제외가 되었다.

## 역사
쑨원은 중화민국의 헌법을 구상하면서, 국민은 선거, 파면, 국민 발안, 국민 투표를 행사할 수 있게 하고, 정부는 권력을 정권(政權)과 치권(治權)으로 나누어서 행사해야 한다고 명시하였다. 치권(治權)은 5원(행정원, 입법원, 사법원, 감찰원, 고시원)이 행사하고, 정부, 영토 주권, 헌법 개정 등에 해당되는 정권(政權)은 국민대회가 행사한다고 명시하였다. 그리고 국민대회는 헌법상 5원 위에 놓이면서 중화민국 최상의 중앙정부기구가 되었다.

## 국민대회의 권한
- 중화 민국 헌법(1947년 난징에서 제정)에서 규정하는 국민대회의 직권

1. 총통 및 부총통 선출
2. 총통 및 부총통 파면
3. 헌법 개정
4. 입법원이 제출하는 헌법 수정안 의결

- 몇 차례 헌법 수정 이후 국민대회의 직권

1. 입법원이 제출하는 헌법 수정안 의결
2. 입법원이 제출하는 영토 변경안 의결
3. 입법원 제출하는 총통, 부총통의 탄핵안 의결

- 국민대회가 2005년 중앙정부기구에서 제외가 된 이후, 위에 명시 되어있는 국민대회의 직권은 입법원, 헌법재판소, 국민투표 등에 이관되었다.

## 같이 보기
- 국민대회당
- 오권분립
- 중화민국 헌법